# Сіяхмазґі
Сіяхмазґі (перс. سياهمزگي) — село в Ірані, у дегестані Ахмадсарґураб, у бахші Ахмадсарґураб, шагрестані Шафт остану Ґілян. За даними перепису 2006 року, його населення становило 1425 осіб, що проживали у складі 343 сімей.

## Клімат
Середня річна температура становить 13,75°C, середня максимальна – 27,78°C, а середня мінімальна – -0,50°C. Середня річна кількість опадів – 612 мм.
| Клімат поселення                              | Клімат поселення | Клімат поселення | Клімат поселення | Клімат поселення | Клімат поселення | Клімат поселення | Клімат поселення | Клімат поселення | Клімат поселення | Клімат поселення | Клімат поселення | Клімат поселення | Клімат поселення |
| Показник                                      | Січ.             | Лют.             | Бер.             | Квіт.            | Трав.            | Черв.            | Лип.             | Серп.            | Вер.             | Жовт.            | Лист.            | Груд.            |                  |
| Середній максимум, °C                         | 12,46            | 11,02            | 11,98            | 16,40            | 20,78            | 26,25            | 27,78            | 27,60            | 23,02            | 19,95            | 15,82            | 12,11            |                  |
| Середня температура, °C                       | 6,72             | 5,24             | 6,21             | 10,65            | 15,03            | 20,50            | 23,52            | 23,35            | 18,76            | 15,69            | 11,54            | 7,84             |                  |
| Середній мінімум, °C                          | 0,95             | −0,5             | 0,45             | 4,88             | 9,26             | 14,73            | 19,25            | 19,06            | 14,49            | 11,42            | 7,26             | 3,58             |                  |
| Норма опадів, мм                              | 55               | 48               | 68               | 64               | 37               | 20               | 15               | 23               | 50               | 74               | 68               | 90               |                  |
| Середньомісячна швидкість вітру, м/с          | 2.12             | 2.32             | 2.44             | 2.44             | 2.21             | 2.08             | 2.41             | 2.18             | 1.90             | 2.01             | 1.98             | 1.90             |                  |
| Середньомісячна сонячна радіація, кДж/м²·день | 7111             | 9386             | 11543            | 15933            | 19673            | 22136            | 22878            | 19624            | 16039            | 11299            | 8773             | 6865             |                  |
| --------------------------------------------- | ---------------- | ---------------- | ---------------- | ---------------- | ---------------- | ---------------- | ---------------- | ---------------- | ---------------- | ---------------- | ---------------- | ---------------- | ---------------- |
| Джерело:                                      |                  |                  |                  |                  |                  |                  |                  |                  |                  |                  |                  |                  |                  |